# Забудський Іван Кузьмович
Іван Кузьмович Забудський (помилково Забудецький, Забудьський) (9 травня 1893, с. Лука, тепер Бучанського р-ну Київської обл. — 1936?) — український військовий діяч, інженер-хімік; курінний 3-го куреня 1-го Українського козацького ім. гетьмана Б. Хмельницького полку Армії УНР.

## Життєпис
Під час Першої світової війни воював у 10-му стрілецькому полку. Навесні 1915 р. здійснив подвиг. Був нагороджений орденом Св. Георгія ІV ступеня. Ось як це описано в царському указі: 
| «Призваному із запасу армійської піхоти, що перебував у складі 10 стрілецького полку, Івану Забудському за те, що, бувши в чині прапорщика, 12 травня 1915 р., командуючи 10-ю ротою того ж полку в м. Радимні, з власної ініціативи, вигравши фланг ворога, вогнем і ручними гранатами викликав у ворога замішання, атакував його, захопив діючий австрійський кулемет і взяв до полону батальйон із 16 офіцерами». |
14 травня 1915 р. дістав поранення. 25 березня 1917 р. указом Тимчасового уряду нагороджений орденом Св. Анни ІІІ ступеня. 5 квітня Іван Забудський зголосився до 1-го Українського ім. Богдана Хмельницького полку. «Служив в Богданівському полку з 5 квітня 1917 року до серпня 1920 як сотник». Був членом комісії з військової української термінології та українських військових статутів, створеної влітку 1917 р. на базі Богданівського полку.  
У часі боїв з бандами Муравйова (01.1918) організував кінний партизанський загін, з яким відступив з Києва. Випускник інструкторської школи старшин (03 — 07.1918). Перебував у таборах інтернованих Йозефів та Ліберці (ЧСР). Навчався в політехніці у Празі.
1928-го повернувся на окуповану Батьківщину. Працював у Харкові в Наркоматі освіти. 5 грудня 1930 р. заарештований у м. Горлівці, де працював робітником коксохімічного заводу (5.12.1930). Реабілітований (1931), проживав у м. Макіївці. Завідував хімічним виробництвом коксобензольного заводу. 7 лютого 1933 р. — знову арешт. Судовою трійкою при колегії ДПУ УРСР засуджений на 5 років виправно-трудових робіт. Де загинув, чи залишив нащадків — невідомо. Реабілітований 29 вересня 1989 року. Справи на нього зберігалися в архіві Управління Служби безпеки України в Донецькій області. Мав молодших братів: Мирона, Макара та Василя. Всі вони також боролися за Україну, за що й були покарані московською владою.